# 성 마르카 광장

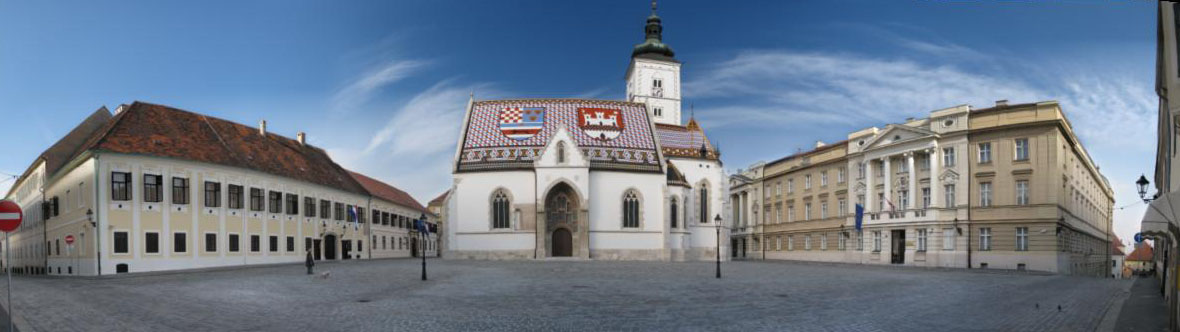
왼쪽에서부터 반스키 드보리, 성 마르카 교회, 크로아티아 의회

성 마르카 광장(크로아티아어: Trg svetog Marka)은 크로아티아 자그레브에 있는 광장이다. 성 마르카 교회를 비롯하여 정부 기관들이 들어서 있다.